# Marina Hyde
Marina Hyde (nacida Marina Elizabeth Catherine Dudley-Williams; 13 de mayo de 1974) es una periodista inglesa. Ha sido columnista para The Guardian desde el año 2000.

## Niñez y educación
Hyde nació en el Hospital St George de Londres, hija de Sir Alastair Edgcumbe James Dudley-Williams, segundo baronet, y su esposa, Diana Elizabeth Jane Duncan. Por parte de padre, es nieta de Sir Rolf Dudley-Williams, primer baronet, pionero de la aviación y político conservador. Hyde recibió una educación privada en la escuela Downe House, cerca de Newbury, Berkshire, y estudió inglés en la Universidad de Oxford, cursando en Christ Church, Oxford.

## Carrera

### The Sun
Hyde comenzó su carrera periodística como secretaria temporal en la sección Showbiz del periódico The Sun. En un artículo para The Guardian, por lo demás no relacionado, escribió: «Sólo me llaman Marina Hyde porque mi nombre real era demasiado largo para una sola columna en The Sun, donde empecé». El editor de The Sun, David Yelland, la despidió tras descubrirse que había estado intercambiando correos electrónicos con Piers Morgan, editor del periódico rival Daily Mirror.

### The Guardian
Desde el año 2000, Hyde ha trabajado para The Guardian, principalmente escribiendo columnas. Fue nominada como Columnista del Año en los Premios de la Prensa Británica de 2010.
Elton John demandó sin éxito a The Guardian por difamación en relación con la columna parodia de Hyde "Un vistazo al diario de... 'Sir Elton John'", publicada en julio de 2008. El juez Tugendhat dictaminó que la "ironía" y la "burla" no constituían difamación. Hyde publicó una secuela del diario de Elton John en 2009.
En noviembre de 2011, The Guardian se disculpó con The Sun por un artículo en el cual Hyde había falsamente alegado que el diario había visitado el hogar de uno de los miembros del equipo legal de la investigación Leveson. En el artículo, publicado en primera plana, Hyde acusó a The Sun de "escupir en la investigación del juez Leveson". Richard Caserby, en su momento editor en The Sun, envió un rollo de papel higiénico acompañado de "una nota escuálida" a Alan Rusbridger, en su momento editor en The Guardian, luego de la publicación del artículo.
En 2017 fue nombrada Comentarista Política del Año en los Premios Editorial Intelligence Comment, además de ganar el premio a Comentarista del Año. En los Premios Editorial Intelligence Comment Awards de 2018 recibió el premio a Comentadora del Año. En 2019, ganó el premio al Comentarista Política del Año en los Premios Nacionales de Prensa. También en 2019, recibió el premio a Columnista del Año en los Premios de Periodismo Británico, ganándolo nuevamente en 2020. También en 2020, Hyde ganó el Premio Edgar Wallace del London Press Club por escritura o reportaje de la más alta calidad. Hyde recibió dos premios de la Asociación de Periodistas Deportivos (SJA) en febrero de 2020, incluyendo el de Periodista Deportiva del Año, convirtiéndose así en la primera mujer en recibir este galardón en sus 43 años de historia. El otro premio fue el de Columnista Deportiva del Año. Durante el año, escribió columnas sobre la decisión de la primera ministra Theresa May de otorgarle el título de caballero a Geoff Boycott, la actuación de Tiger Woods en el Masters de 2019 y las reacciones de los hombres a la Copa Mundial Femenina de la FIFA de ese año.

### Otros proyectos
El libro de Hyde sobre celebridades, Celebrity: How Entertainers Took Over the World and Why We Need an Exit Strategy, fue publicado en 2009. What Just Happened?!, una colección de sus columnas en The Guardian entre 2016 y 2022, fue publicado en 2022. También ayudó a preparar y revisar el libro de Piers Morgan The Insider: The Private Diaries of a Scandalous Decade, en el cual se la describe como la "mejor amiga" de Morgan en los agradecimientos.
Apareció ocasionalmente en el programa Newsnight Review de la BBC.
Hyde ha sido escritora en la serie de HBO Avenue 5 y en 2022 fue contratada como productora ejecutiva de escritura en un piloto para HBO ideado por el director Sam Mendes sobre el proceso de creación de películas de superhéroes en Hollywood, llamado The Franchise. La serie se estrenó el 6 de octubre de 2024 y fue cancelada después de una temporada.
En noviembre de 2023, Hyde comenzó a presentar un podcast junto con Richard Osman, titulado The Rest Is Entertainment.

## Vida personal
En 1999, Hyde se casó con Kieran Clifton, director de la BBC. Tuvieron su primer hijo en 2010 y viven en Londres. Su tercer hijo nació en el verano de 2014.